# Finance quantique
 (décembre 2022).
La finance quantique est un domaine de recherche interdisciplinaire, appliquant des théories et des méthodes issues de la physique quantique afin de résoudre des problèmes financiers. C'est une branche de l'éconophysique.

## Cadre théorique
La théorie financière repose en grande partie sur la valorisation des instruments financiers, et notamment celle des options d'achat d'actions. De nombreux problèmes auxquels les institutions financières sont confrontées n'ont pas de solution analytique connue. En conséquence, le recours aux méthodes numériques et à la simulation informatique pour résoudre ces problèmes s'est massifié. De nombreux problèmes de calcul financier ont un degré élevé de complexité la convergence vers une solution est lente sur les ordinateurs classiques. En particulier, en ce qui concerne la valorisation des options, il existe une complexité supplémentaire résultant de la nécessité de répondre à des marchés en évolution rapide. Ainsi, afin de profiter des écarts de valorisation d'options d'achat d'actions dont le prix est inexact, le calcul doit être terminé avant le prochain changement dans les cours boursiers, qui sont en constante évolution. Par conséquent, la communauté financière est toujours à la recherche de moyens de surmonter les problèmes de performances qui surviennent lors de la valorisation des options. Cela a conduit à des recherches qui appliquent des techniques informatiques alternatives à la finance.
L'une de ces techniques est l'informatique quantique, qui a suivi l'évolution des modèles physiques du classique au quantique. Il a été démontré que les ordinateurs quantiques surpassent les ordinateurs classiques lorsqu'il s'agit de simuler la mécanique quantique ainsi que pour plusieurs autres algorithmes tels que l'algorithme de Shor pour la factorisation et l'algorithme de Grover pour la recherche quantique, ce qui en fait un domaine de recherche d'intérêt pour résoudre des problèmes financiers.

### Modèle continu quantique
La plupart des recherches sur la valorisation quantique des options se concentre généralement sur la quantification de l'équation de Black-Scholes à partir d'équations continues comme l'équation de Schrödinger. Emmanuel Haven, qui s'appuie sur les travaux de Zeqian Chen et d'autres, considère ainsi les marchés financiers dans la perspective de l'équation de Schrödinger. Il estime que l'équation de Black-Scholes n'est qu'un cas particulier de l'équation de Schrödinger dans lequel les marchés sont supposés efficients. L'équation fondée sur celle de Schrödinger qu'Emmanuel Haven énonce a un paramètre ħ (à ne pas confondre avec le conjugué complexe de h) qui représente la quantité d'arbitrage présente sur le marché, résultant d'une variété de sources, y compris des changements de prix non infiniment rapides, une diffusion de l'information non infiniment rapide et une richesse inégale entre les parties qui échangent les instruments. Emmanuel Haven soutient qu'en fixant cette valeur de manière appropriée, un prix d'option plus précis peut être obtenu que dans la finance classique, car en réalité, les marchés ne sont pas efficients.
Il s'agit d'une des raisons pour lesquelles il est possible qu'un modèle quantique de valorisation des options soit plus précis qu'un modèle classique.
Belal Baaquie a publié de nombreux articles et ouvrages sur la finance quantique,. Au cœur de ses recherches se trouvent les intégrales de Feynman.
Belal Baaquie applique des intégrales de chemin à différentes options exotiques et compare ses résultats aux résultats de l'équation de Black-Scholes, montrant qu'ils sont très similaires. Edward Piotrowski adoptent une approche différente en modifiant l'hypothèse de Black-Scholes concernant le comportement de l'action sous-jacente à l'option. Au lieu de supposer que cette action suit un processus de Wiener, ils supposent qu'elle suit un processus d'Ornstein-Uhlenbeck. Avec cette nouvelle hypothèse, ils obtiennent un autre modèle de finance quantique ainsi qu'une formule de valorisation des options d'achat européennes.
D'autres modèles tels que Hull-White et Cox-Ingersoll-Ross ont utilisé avec succès la même approche dans le cadre classique avec des dérivés de taux d'intérêt,.
Khrennikov s'appuie sur les travaux d'Emmanuel Haven et d'autres pour soutenir l'idée que l'hypothèse d'efficience du marché faite par l'équation de Black-Scholes peut ne pas être appropriée. Il s'appuie sur un cadre de probabilités contextuelles utilisant des agents comme moyen de surmonter les critiques concernant l'application de la théorie quantique à la finance.
Accardi et Boukas quantifient à nouveau l'équation Black – Scholes – Merton, mais dans ce cas, ils considèrent également que l'action sous-jacente a à la fois des processus browniens et de Poisson.

### Modèle binomial quantique
En 2001, Zeqian Chen a publié un article dans lequel il présente un modèle quantique de valorisation des options binomiales, dit modèle binomial quantique. Ce modèle est aux modèles financiers quantiques existants ce que le modèle binomial de Cox-Ross-Rubinstein est au modèle de Black-Scholes : une version discrétisée et plus simple du même résultat. Ces simplifications rendent les théories respectives non seulement plus faciles à analyser mais aussi plus faciles à mettre en œuvre sur un ordinateur.

### Modèle binomial quantique à plusieurs étapes
Dans le modèle binomial à plusieurs étapes, la formule de tarification quantique est la suivante : {\displaystyle C_{0}^{N}=\mathrm {tr} [(\bigotimes _{j=1}^{N}\rho _{j}){[S_{N}-K]}^{+}]}
Ce qui est l'équivalent de la formule du modèle binomial de Cox-Ross-Rubinstein : {\displaystyle C_{0}^{N}=(1+r)^{-N}\sum _{n=0}^{N}{\frac {N!}{n!(N-n)!}}q^{n}{(1-q)}^{N-n}{[S_{0}{(1+b)}^{n}{(1+a)}^{N-n}-K]}^{+}}
Elle indique qu'en supposant que les actions se comportent conformément aux statistiques classiques de Maxwell-Boltzmann, le modèle binomial quantique revient au modèle binomial classique.
Selon Keith Meyer, la volatilité quantique s'exprime par la formule suivante:
{\displaystyle \sigma ={\frac {\ln {(1+x_{0}+{\sqrt {x_{1}^{2}+x_{2}^{2}+x_{3}^{2}}})}}{\sqrt {1/t}}}}

#### Hypothèse de Bose-Einstein
Les statistiques de Maxwell–Boltzmann peuvent être remplacées par des statistiques quantiques de Bose–Einstein, ce qui conduit à la formule de valorisation suivante :{\displaystyle C_{0}^{N}=(1+r)^{-N}\sum _{n=0}^{N}\left({\frac {q^{n}{(1-q)}^{N-n}}{\sum _{k=0}^{N}q^{k}{(1-q)}^{N-k}}}\right){[S_{0}{(1+b)}^{n}{(1+a)}^{N-n}-K]}^{+}}
L'équation de Bose-Einstein peut conduire à des prix d'option différents de ceux issus du modèle binomial de Cox-Ross-Rubinstein dans certaines circonstances. En effet, l'action est ici traitée comme une particule de boson quantique plutôt que comme une particule classique.

## Applications concrètes
Patrick Rebentrost a démontré en 2018 qu'il existait un algorithme pour les ordinateurs quantiques capable de valoriser les produits dérivés avec un avantage de convergence de l'ordre de la racine carrée par rapport aux méthodes classiques. Ce développement marque un saut technologique, de l'utilisation de la mécanique quantique pour mieux comprendre la finance fonctionnelle, à l'utilisation de systèmes quantiques pour effectuer de véritables calculs.
En 2020, David Orrell a proposé un modèle de valorisation des options fondé sur une marche quantique qui peut fonctionner sur un appareil photonique,,.
Les entreprises qui travaillent à des applications concrètes de la finance quantique incluent notamment IBM, Citigroup, Goldman Sachset JPMorgan Chase aux États-Unis, et en France la jeune pousse QuantFi.